# 交通科学博物館
交通科学博物館（こうつうかがくはくぶつかん、英語: Modern Transportation Museum）は、かつて大阪府大阪市港区波除3丁目11番10号にあった交通に関する科学を扱う博物館である。
大阪環状線弁天町駅の高架下にあり、西日本旅客鉄道（JR西日本）が所有し、公益財団法人交通文化振興財団が運営していた。

## 沿革
昭和30年代初頭、日本国内の交通関係の博物館は東京の神田須田町にあった交通博物館が唯一のものであった。博物館を所有していた日本国有鉄道は1957年ごろ、大阪地区に交通博物館の分館を設置することを検討したが、その後、交通博物館の分館としてではなく、交通博物館とはコンセプトの異なる現代・未来の交通に関する展示を中心とした博物館として、設置することになった。
大阪環状線全通記念事業として開館が具体化し、弁天町駅隣に「交通科学館」として設置されることになり、1961年10月14日（鉄道記念日〈現・鉄道の日〉）の開館に向けて準備が進められた。しかし、同年9月の第2室戸台風により工事が遅れて開館は延期、翌1962年1月21日に開館した。当初は「科学館」の名称であったが、1964年3月に博物館法29条に定める「博物館相当施設」の指定を受けている。
上記のような経緯から、開館当初は鉄道に関する歴史的な展示は抑えられ、実物の鉄道車両の保存展示も蒸気機関車1両と客車3両のみであった。その後は鉄道車両の他に歴史的な展示物も順次追加されており、2006年に交通博物館が閉館した後は、後継となった鉄道博物館（さいたま市）がその名のとおり鉄道分野に特化した展示構成となったことから、鉄道以外の交通分野に関する一部の収蔵品が当館に移動している。
開館当初の運営は国鉄から財団法人日本交通公社に委託されていたが、1970年に国鉄の外郭団体として発足した交通文化振興財団に変更された。国鉄分割民営化後、財団はJR西日本と東日本旅客鉄道（JR東日本）が共同で引き継いだが、交通博物館閉館後の2009年8月1日付で本部を当館内に移し、JR西日本が単独で管掌する関連組織として再出発した。
しかし、施設・設備の老朽化や手狭になったこともあり、2016年をめどに、京都市下京区にある梅小路蒸気機関車館を拡張する形で新たな鉄道博物館を建設し（2013年12月に「京都鉄道博物館」に名称決定）、2014年4月6日に交通科学博物館を閉館することになった。同館の収蔵資料は新博物館に移設するが、閉館後の利用法については「大阪環状線改造プロジェクト」の一環として施設の開発が進められ、2019年にオープンした（詳細は後述）。2015年になって、展示車両の一部（D51形蒸気機関車、DD13形ディーゼル機関車、DF50形ディーゼル機関車）については、京都鉄道博物館ではなく、岡山県津山市の津山まなびの鉄道館（津山扇形機関車庫）に移設されることが発表された。
2008年度の入館者数は289,800人であった。
2011年5月に大阪ステーションシティがオープンしてからは、サウスゲートビル内に当館の案内所が設置されていた。閉館後の2014年7月19日から8月17日まで、同施設の夏季プロモーション｢Fun Fan Festa 2014｣で、旧蔵品の一部が展示公開された。

### 年表
- 1962年（昭和37年）1月21日 - 大阪環状線全通を記念し「交通科学館」として開館。初日の入場者数は8,154人だった[9]。
- 1978年（昭和53年） - 0系新幹線電車ならびにEF52形電気機関車展示のため増築。
- 1984年（昭和59年） - ディーゼル機関車2台の展示スペースとして第2展示場がオープン。当初は鉄道記念日など特別の日のみの公開であった[10]。
- 1986年（昭和61年）3月 - 80系電車の展示に伴い、第2展示場と本館を結ぶ連絡橋が完成し、第2展示場を常設化する[10]。
- 1987年（昭和62年）4月1日 - 日本国有鉄道の分割民営化に伴い、JR西日本の所有施設となる。
- 1990年（平成2年）7月20日 - 「交通科学博物館」に改称[11]。
- 1993年（平成5年）10月9日 - 展示室の全面改装[12][13]。1800形機関車を館内に搬入し、明治中期の三等客車や「昔の駅」を製作[14]。
- 2000年（平成12年）4月7日 - イギリス・ヨーク・イギリス国立鉄道博物館との姉妹提携を締結[15]。
- 2002年（平成14年）7月27日 - 屋外展示場「プラットホーム・プラザ」を建設[16]。
- 2008年（平成20年）3月18日 - ICOCA電子マネーを導入し、ICOCAで入館可能になった（電子マネーや鉄道乗車で相互利用しているSuicaも電子マネー相互利用開始日から入館可能となった）。
- 2014年（平成26年）4月6日 - 梅小路蒸気機関車館の京都鉄道博物館への改修・拡張に伴い閉館。

## 展示
展示場は、屋内展示場、屋外展示場、第2展示場の3つであった。以下、閉館時点での展示構成を説明する。
屋内展示場の入口付近にはML-500形リニアモーターカーの実物が展示されていた。入口入ってすぐに鉄道省資料を基に昭和初期の駅を再現した「昔の駅」、車掌ロボット「ポッポ君」が映像で鉄道の歩みを紹介する「ポッポシアター」があり、次位に設置された「模型電車の運転」（信号に従って模型電車を運転する）は、休日には順番待ちの長蛇の列ができた。
奥には当館で人気の高い「模型鉄道パノラマ室」があった。新幹線電車や寝台列車などの80分の1スケール16番ゲージ鉄道模型車両が、巨大ジオラマの中を走行した。学芸員が集中制御板を操作し、解説を加えつつ手動で運転した。職員3名が日替わりで運転したが、マニュアルはなく、運転列車や車両の登場順番、解説内容も様々であった。閉館時の1日の運転回数は、平日3回、土日祝5回であった。
屋外展示場は実物車両展示が中心であった。7100形蒸気機関車「義経号」など9台の車両がある「プラットホーム・プラザ」は、2代目京都駅1番ホーム上屋のトラス構造を再利用した。
第2展示場は屋内展示場と専用通路で連絡する構造で、世界の鉄道を映像で紹介する「世界の車窓」、ディーゼル機関車、保線機器などが展示されていた。弁天町駅北口改札口と直結する北口ゲートもあった。開設当初は環状線電車の券売機で当館の入場券も購入でき、駅改札係のチェックで入場もできたが、のちに出口専用に変更された。
2007年3月20日には、一部展示室がリニューアルオープンした。列車運行と車両の仕組みをテーマとする第4室に縦8m・横7mの巨大ジオラマが設置され、700系「ひかりレールスター」や223系電車などの模型(1/35)が配備された。模型の運転操作をしながら信号や自動列車停止装置(ATS)など鉄道の安全の仕組みを学べるようになっていた。運転台は実際に乗務員区所で使用されていた運転シミュレーターが活用された。模型の先頭には小型カメラが搭載され、映像を見ながらの運転が可能であった。ジオラマ中央に設けられたドームから模型が走行する様子を見ることができた。SL模型など従来の展示物も、展示台や解説パネルが一新された。
また、2009年3月には「船・航空機・自動車」展示エリアに展示品が増やされた。増えた展示品は、閉館した交通博物館で展示されていたもので、航空機エンジン「ハ45（誉）」「JO-1」やベンツ1号車「ベンツ・モートルヴァーゲン」（複製）、「ミショー式自転車」「輪タク」などの自転車類、オートバイなどである。
図書室も設置されており、調査・研究目的であれば交通・運輸に関する図書・資料が閲覧できた。原則として土日祝のみ開室でコピー不可であったが、オンラインでの蔵書検索が可能となっていた。

### 主な展示物（閉館時）

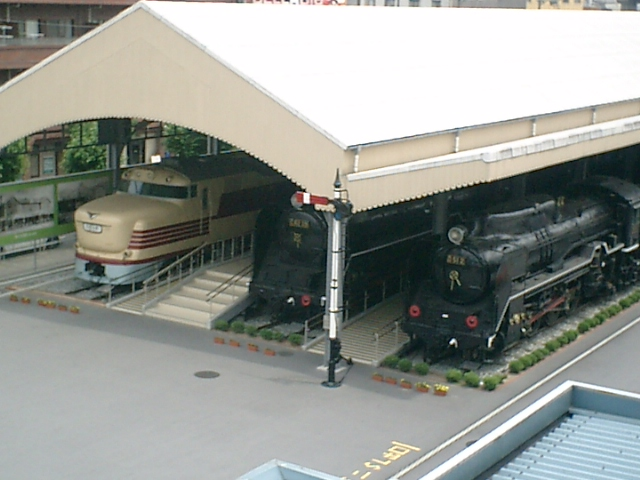
展示物の一例 プラットホーム・プラザ（2005年5月撮影）

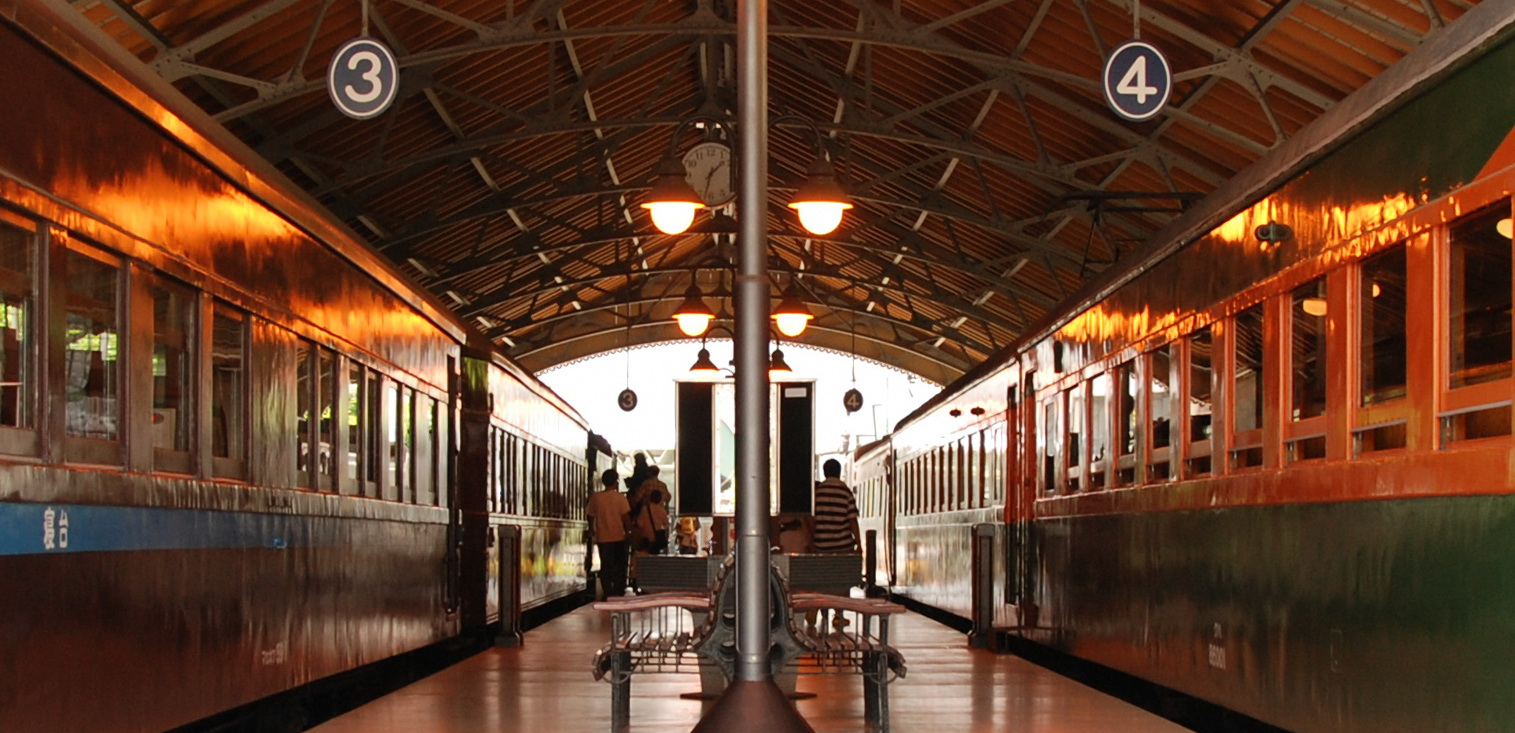
プラットホーム・プラザ内部

「→」以下は閉館後の移設先。特記以外は京都鉄道博物館へ移管。

#### 鉄道車両
- 7100形蒸気機関車 7105号機「義経」（鉄道記念物）1880年製、1952年復元。動態保存[18]。1991年設置[13]。
- 1800形蒸気機関車 1801号機（旧番の40号に復元、鉄道記念物）1881年製、1964年設置[19]。1993年より館内展示[14]。
- 230形蒸気機関車 233号機（鉄道記念物）1903年製、1967年設置[20]。
- D51形蒸気機関車 2号機 1936年製、1972年設置[21]。 → 津山まなびの鉄道館[6]
- C62形蒸気機関車 26号機 1948年製、1966年設置[20]。
- EF52形直流電気機関車 1号機（鉄道記念物）1928年製、1978年設置[22]。
- DD13形ディーゼル機関車 638号機 → 津山まなびの鉄道館[6]
- DD54形ディーゼル機関車 33号機、1984年設置[10]。
- DF50形ディーゼル機関車 18号機 1958年製、1984年設置[10]。 → 津山まなびの鉄道館[6]
- クハ86形制御車（80系直流電車） クハ86001（準鉄道記念物）1950年製、1986年設置[10]。
- モハ80形電動車（80系直流電車） モハ80001（準鉄道記念物）1950年製、1986年設置[10]。
- キハ81形気動車（80系特急形気動車） キハ81 3（準鉄道記念物）1960年製、1980年設置[23]。
- スハシ38形3等食堂合造車 スハシ38 102（開館当初館内食堂として使用、架空番号スシ28 301となる）1933年製。開館から閉館まで展示された。
- マロネフ59形2等寝台緩急車 マロネフ59 1（14号御料車と同形式車）1938年製。開館から閉館まで展示された。
- ナシ20形食堂車（20系寝台客車） ナシ20 24（食堂および弁当販売スペースとして利用された[24]）1970年製、1980年設置[23]。
- 21形制御電動車（博多方）（0系新幹線電車） 21-1（機械遺産第11号、鉄道記念物）、1978年設置[22]。
- 16形グリーン車（旧1等車）（0系新幹線電車） 16-1（機械遺産第11号、鉄道記念物）、1978年設置[22]。
- 35形普通ビュッフェ合造車（0系新幹線電車） 35-1（機械遺産第11号、鉄道記念物）、1978年設置[22]。
- 22形制御電動車（東京方）（0系新幹線電車） 22-1（機械遺産第11号、鉄道記念物）、1978年設置[22]。
- ML500形リニアモーターカー 1977年製、1981年設置[25]。 → 鉄道総合技術研究所[26]
- サンフランシスコケーブルカー 61号車 1907年製。1959年に姉妹都市であるサンフランシスコ市から大阪市に寄贈され、1963年に交通科学館に寄託[27][28]。→ 大阪工業大学大宮キャンパス[29]

アメリカ本土の外にあるサンフランシスコケーブルカーの保存車としては唯一の存在である。閉館後、所有者の大阪市は民間事業者への無償貸与を検討し、2017年に学校法人常翔学園大阪工業大学大宮キャンパスに移設された。

#### 閉館以前に撤去された展示車両
- C53形蒸気機関車 45号（開館当初に設置、のちに梅小路蒸気機関車館へ移転）
- マロテ49形展望車 マロテ49 2（開館当初に設置、1987年にマイテ49 2に改番し車籍復活）
- マシ29形食堂車 マシ29 107 1966年設置[20]。館内食堂として利用された[31]が、1980年のナシ20形保存に際し撤去された[23]。3軸ボギー台車1基は廃棄を免れ、鉄道博物館に保存されている[32]。

#### 自動車
- ダットサン13型ロードスター 1934年製
- ダットサン16型セダン 1937年製
- ダイハツ・ミゼットMPA 1959年製
- 三菱500A11型 1961年製
- いすゞヒルマンミンクスPH400 1961年製
- スバル360DX 1968年製
- 国鉄東名高速バス（三菱B906R） 1969年製、1978年設置[22] → 閉館後、西日本JRバス京都営業所で保存。通常は非公開[33]であるが、京都鉄道博物館グランドオープン1周年記念イベントで2017年3月23日から4月18日まで公開された[34]。

#### 航空機
- 中島飛行機 誉(ハ-45) 空冷式複列星型18気筒レシプロエンジン（実物）交通博物館より移設 → 静岡理工科大学航空資料館[35][36]
- ベルX-1のロケットエンジンXLR11（実物） → 静岡理工科大学航空資料館[35]
- メッサーシュミットMe163のロケットエンジンHWK_109（実物）→ 静岡理工科大学航空資料館[35]
- ボーイング707型旅客機用車輪（実物）→ 静岡理工科大学航空資料館[35]
- エアロコマンダー680F型小型機 1961年製、1982年設置[13]。 → 静岡理工科大学航空資料館[35]で胴体と主翼を分離して修理・保管中[36]
- 川崎式KAL-1型小型機 1953年製、1966年設置[13]。 → 岐阜かかみがはら航空宇宙博物館[37]

#### その他
車両モックアップ（実物大のカットモデル）
- 国鉄151系電車 クハ151形 - 「こだま」のヘッドサインを装着。開館から閉館まで存置したが、東海道新幹線開業後の時期にはヘッドサインを「つばめ」に差し替えの上、481系の塗装に変更された。一時期は「みどり」のヘッドサインも装着した[13]。山陽新幹線全通で「つばめ」「みどり」が廃止された後には同じ塗装のままヘッドサインを「雷鳥」に変更していたが、のちに「こだま」の仕様に戻された。
- 国鉄101系電車 クモハ100形 - 開館から閉館まで存置。車両の構造が透視できる形になっており、またパンタグラフの上下や扉の開閉操作を入場者が実演できた[13]。
- 明治中期の三等客車 - 1993年、屋外展示されていた1800形機関車を館内の第2室に移設することに合わせて復元製作[14]。立ち入ることはできないものの、車内も再現されている[38]。

これらのほか、開館時に設置されたEF58形電気機関車をはじめ、その後追加された新幹線0系電車（1964年設置）、20系客車（1967年設置）、581系電車（1968年設置）の実物大レプリカが存在していたが、中途の展示替えに伴い、閉館以前に撤去されている。
施設、機器等
- 221系電車運転シミュレーター
  - 福知山線（JR宝塚線）尼崎 - 宝塚間を運転可能だったが、2005年のJR福知山線脱線事故以後休止していた。2007年3月20日のリニューアルから区間をJR東日本の中央線快速三鷹 - 西八王子間に変更して再開した。 → 京都鉄道博物館に移転後、客室部分を増設して車掌体験用設備として使用している。
- 16番ゲージ鉄道模型パノラマ室
- DMH17Bエンジン+TC-2液体変速機カットモデル
- 踏切 - ボタンを押すと警報機が鳴り遮断機が作動する。
- 各種鉄道信号機 - 3灯式信号機・5灯式信号機・中継信号機・回転形特殊信号発光機・入換信号機・進路予告機など。
- 自動改札機 - 京橋駅で旧国鉄時代から使用していた筺体を展示していた。
- 反転フラップ式案内表示機 - 綾部駅で国鉄時代から使用していた表示機を展示。操作卓で実際に触って操作体験ができた[13]。また、当初操作体験用として使用されていた東海道・山陽新幹線用の表示機（のぞみ登場以前のもの）は、綾部駅の表示機導入後、表示を固定した状態で展示されていた。
- 車内補充券発行機
- 関西地区鉄道各社の概要を紹介するコーナー（制帽と鉄道各社を代表する鉄道模型を展示していた）

### 展示物画像

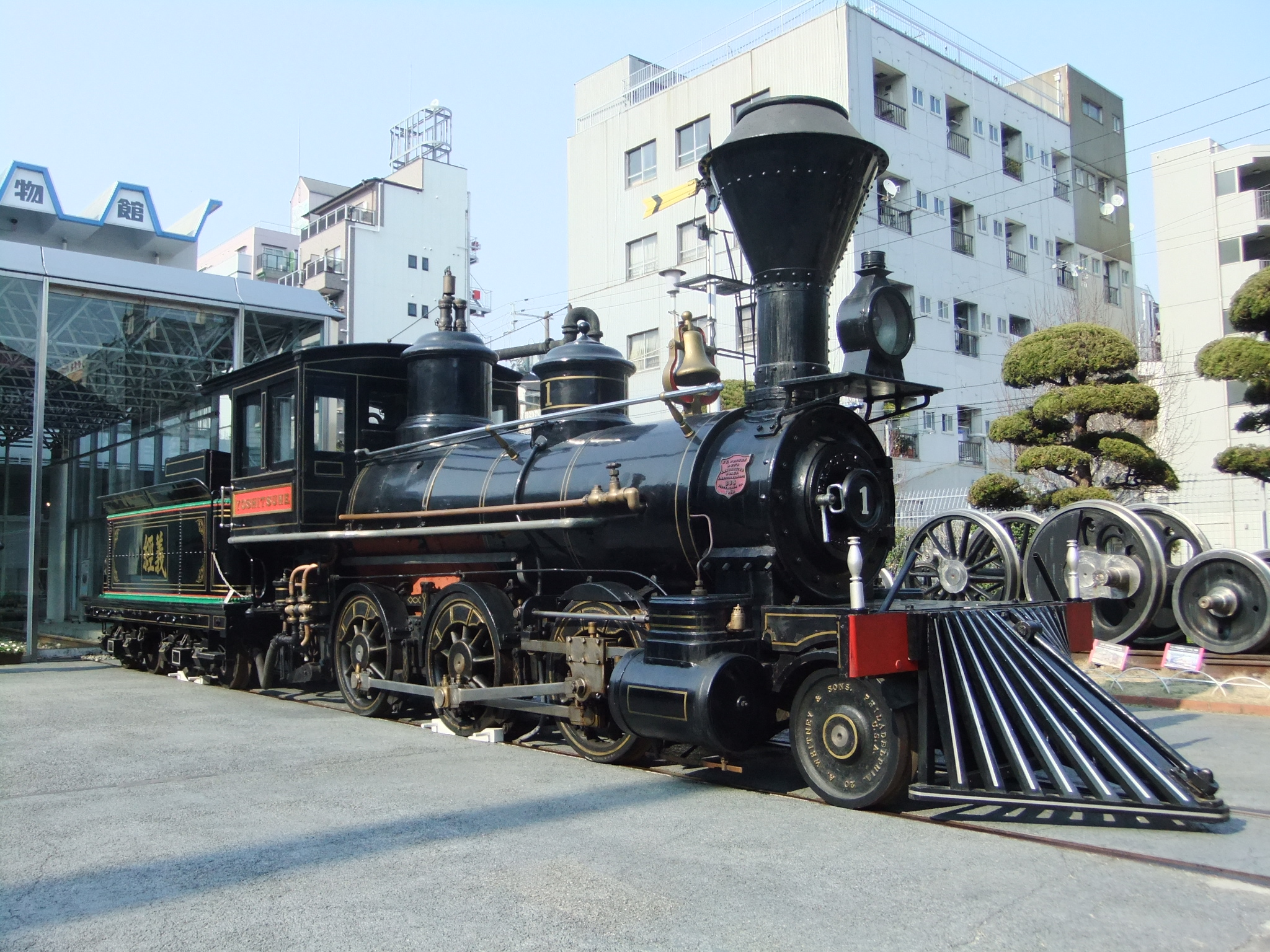
国鉄7105号蒸気機関車「義經号」
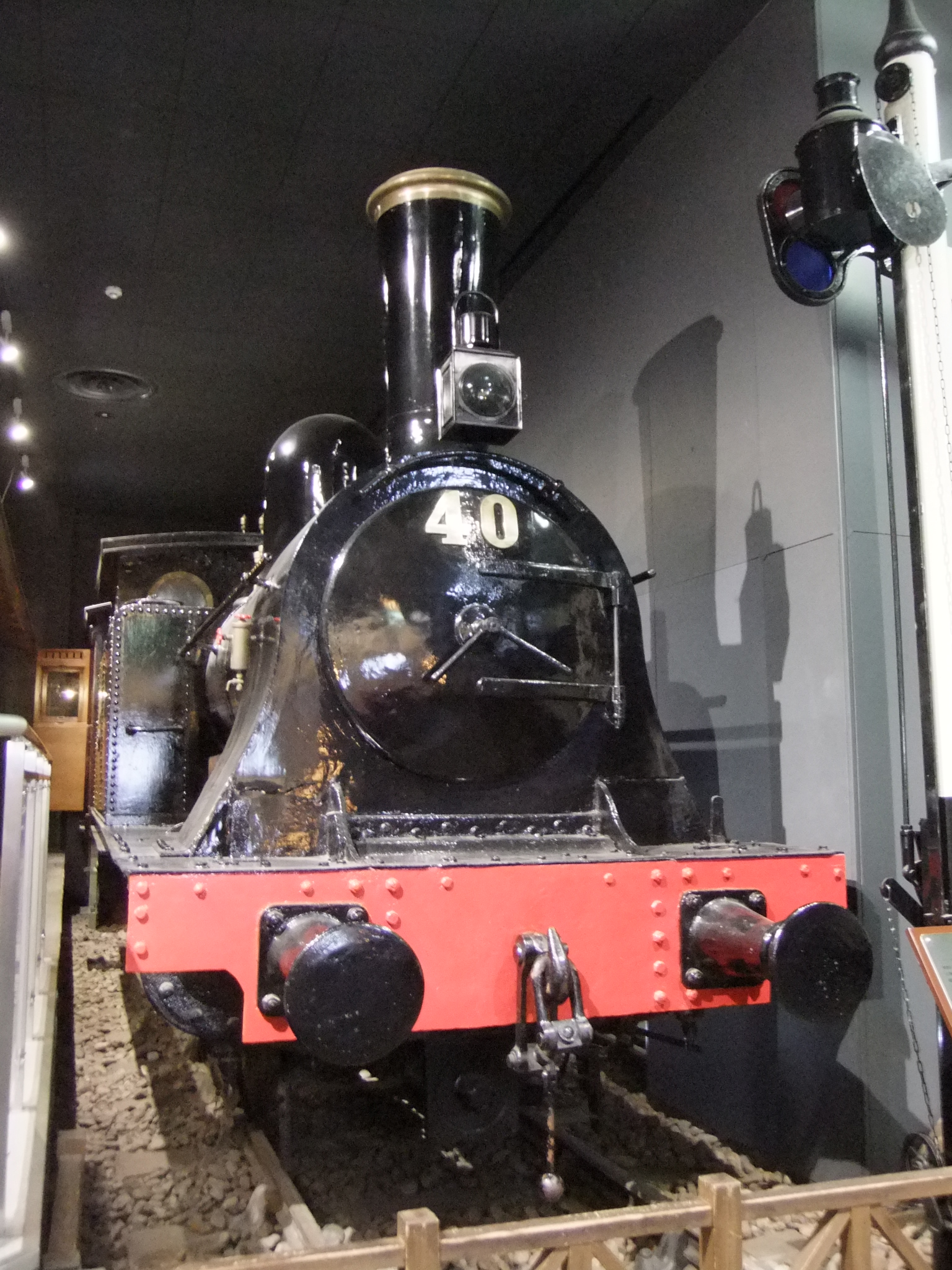
国鉄1801号蒸気機関車
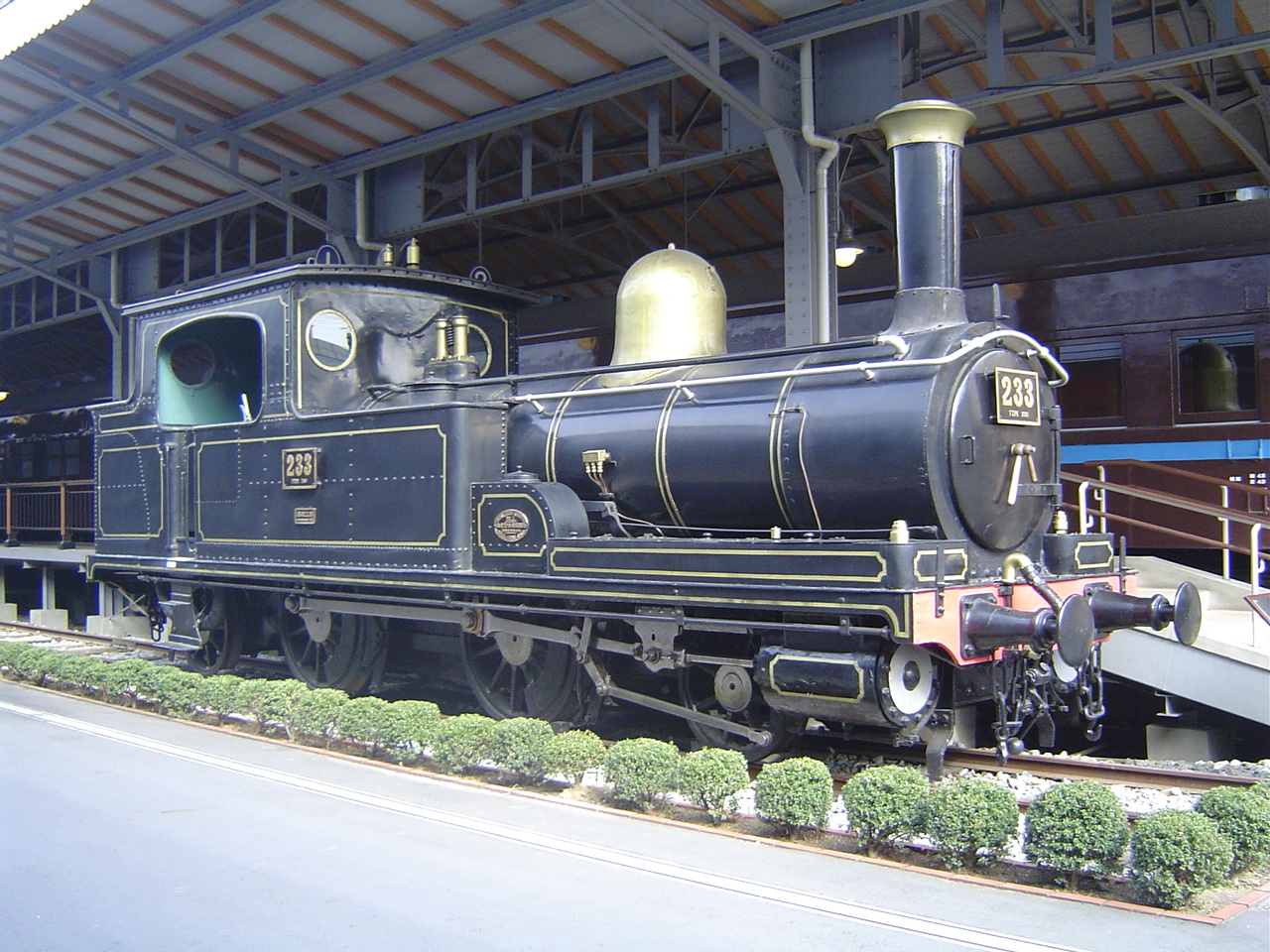
国鉄233号蒸気機関車
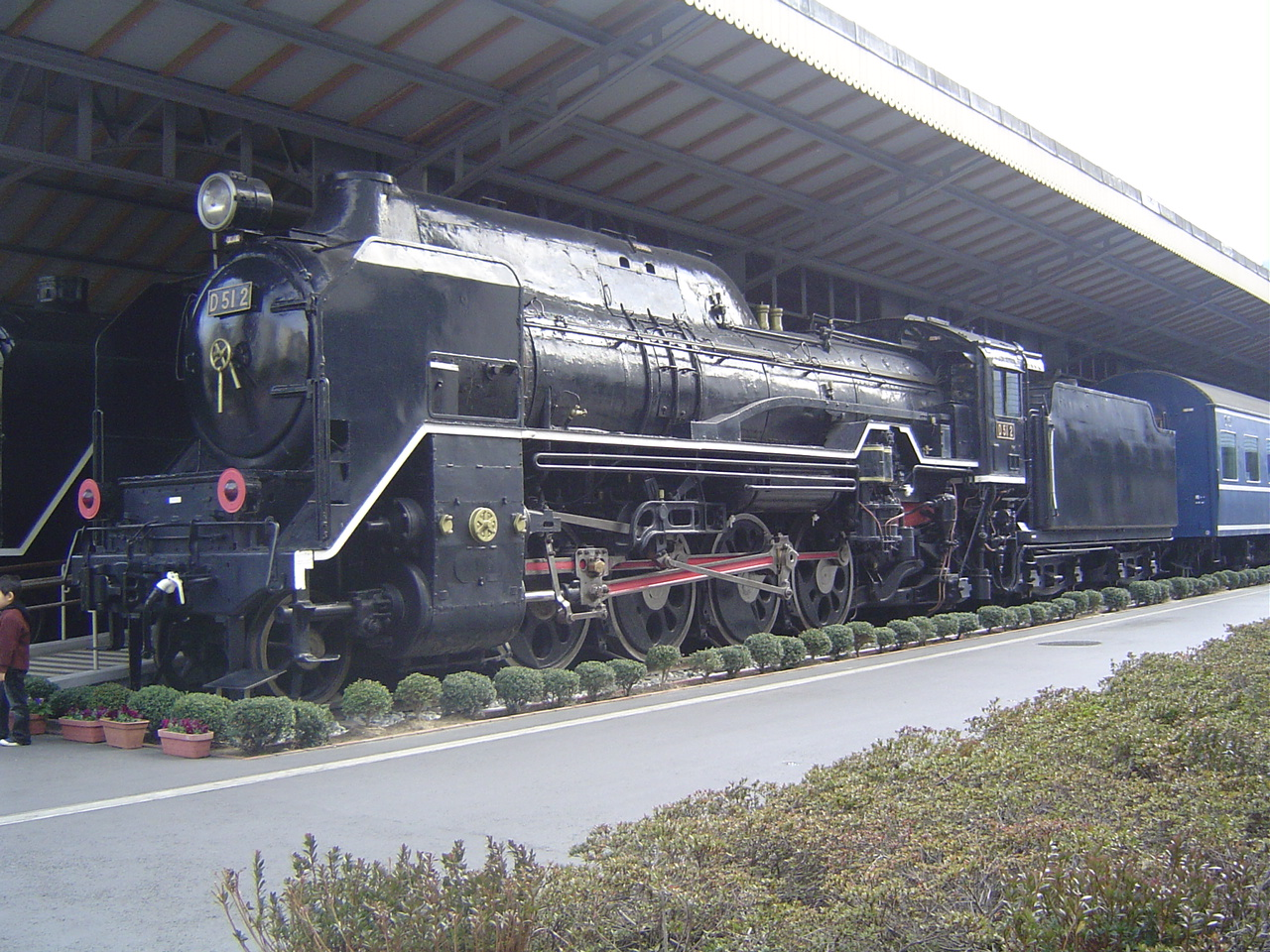
国鉄D51形2号蒸気機関車
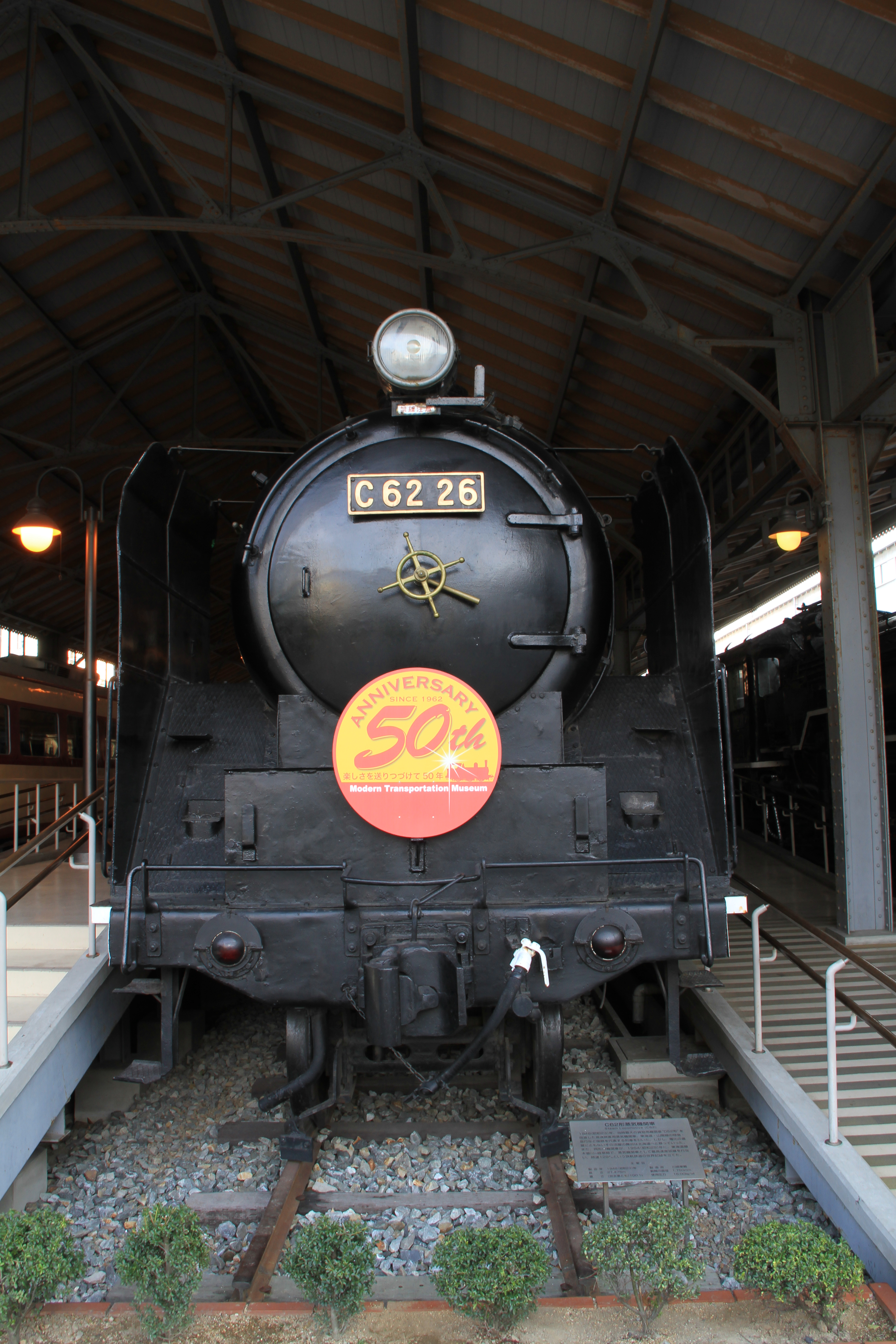
国鉄C62形26号蒸気機関車
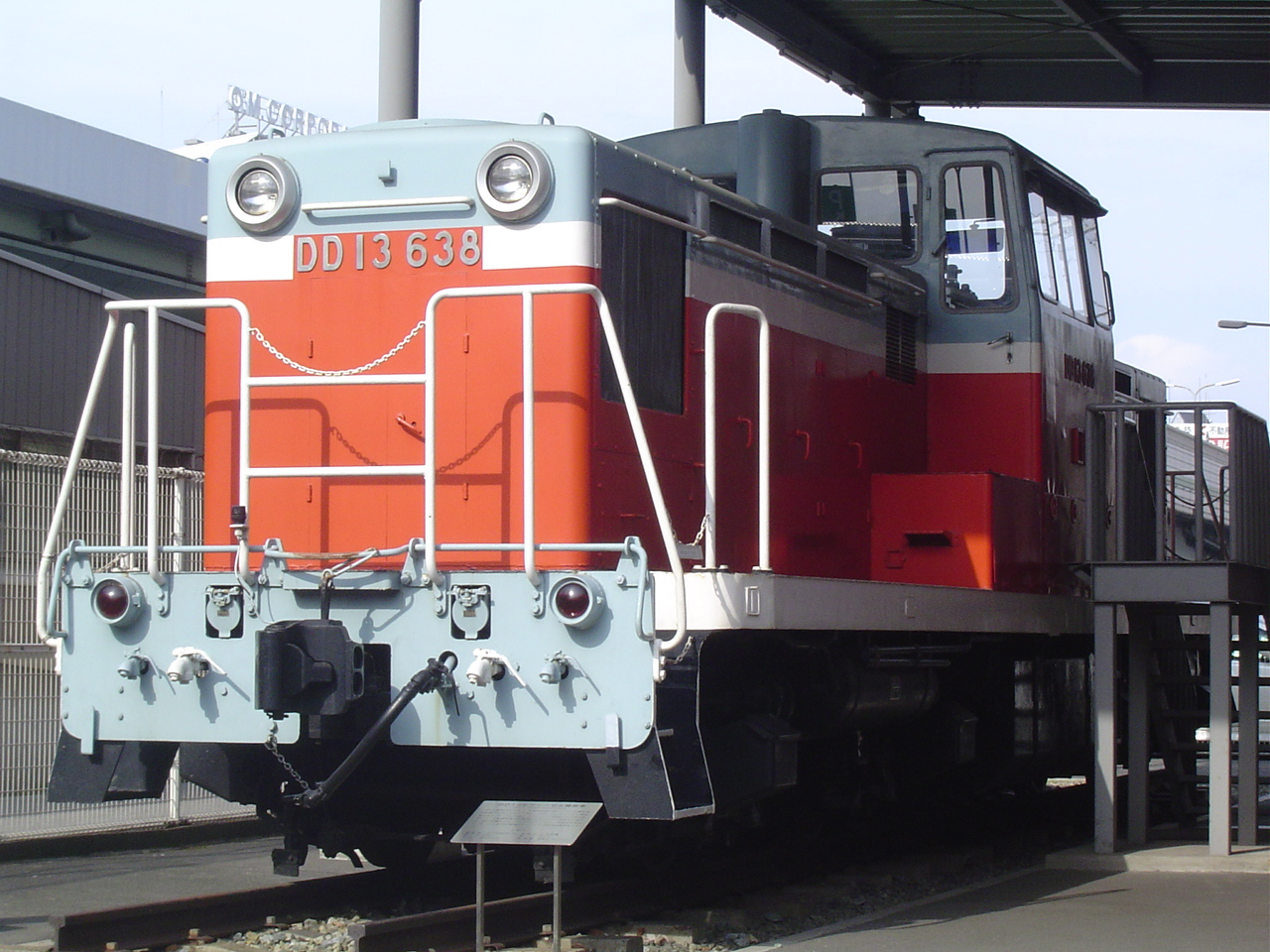
国鉄DD13形638号ディーゼル機関車
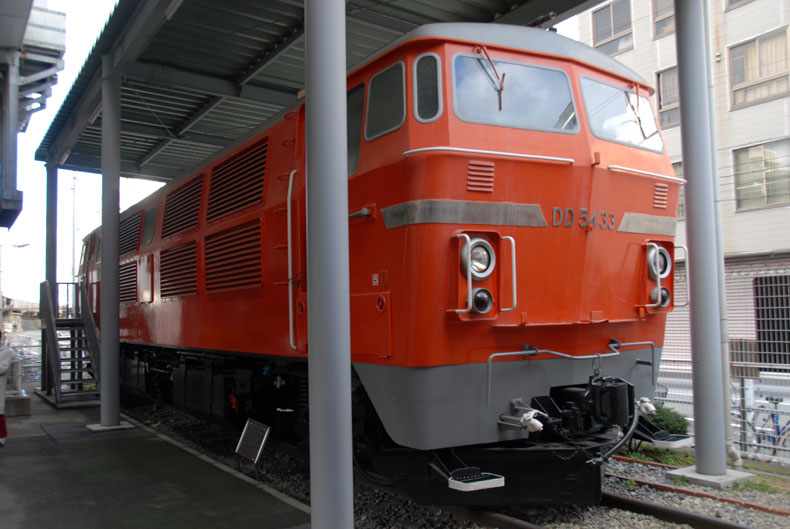
国鉄DD54形33号ディーゼル機関車
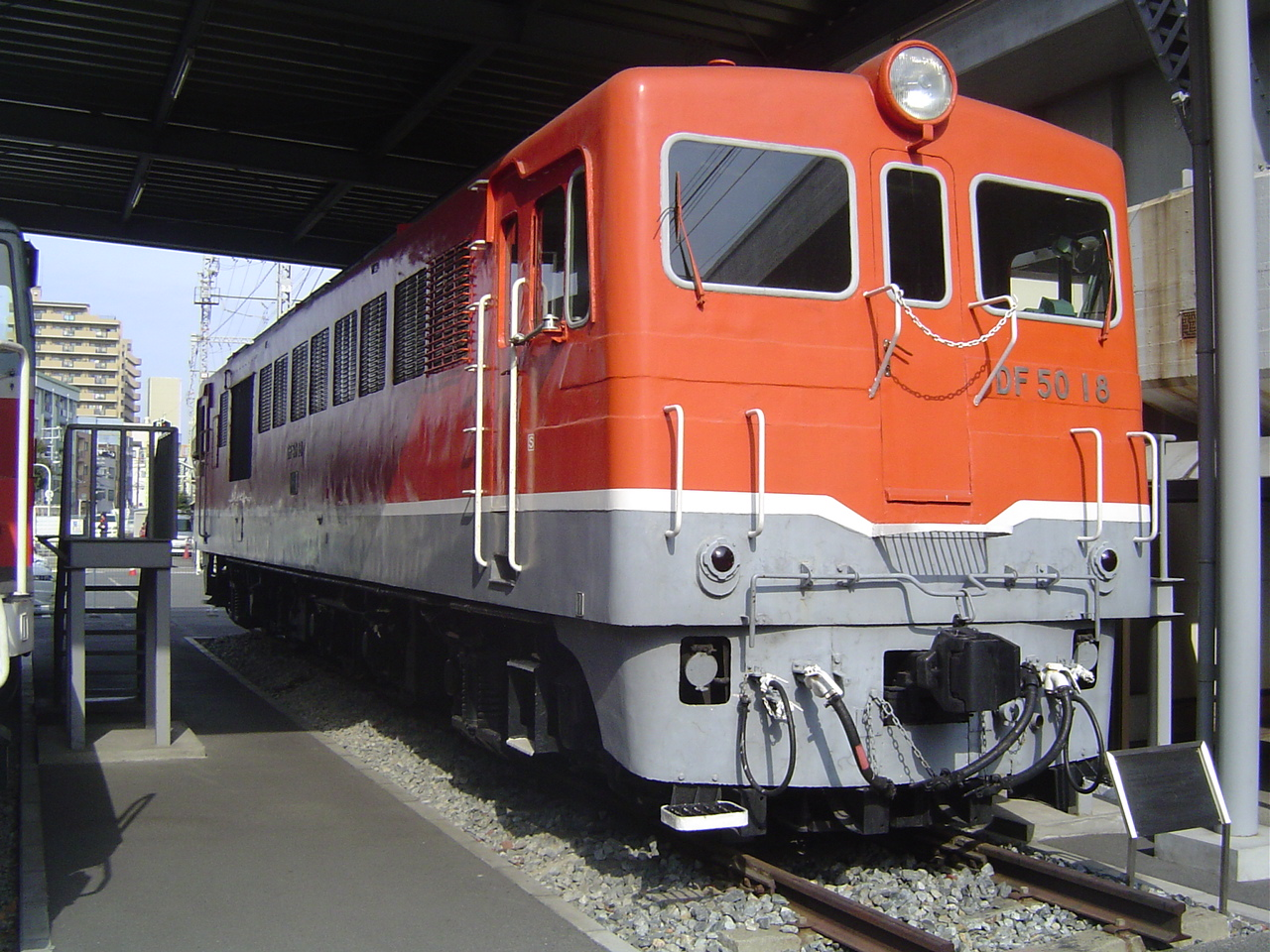
国鉄DF50形18号ディーゼル機関車
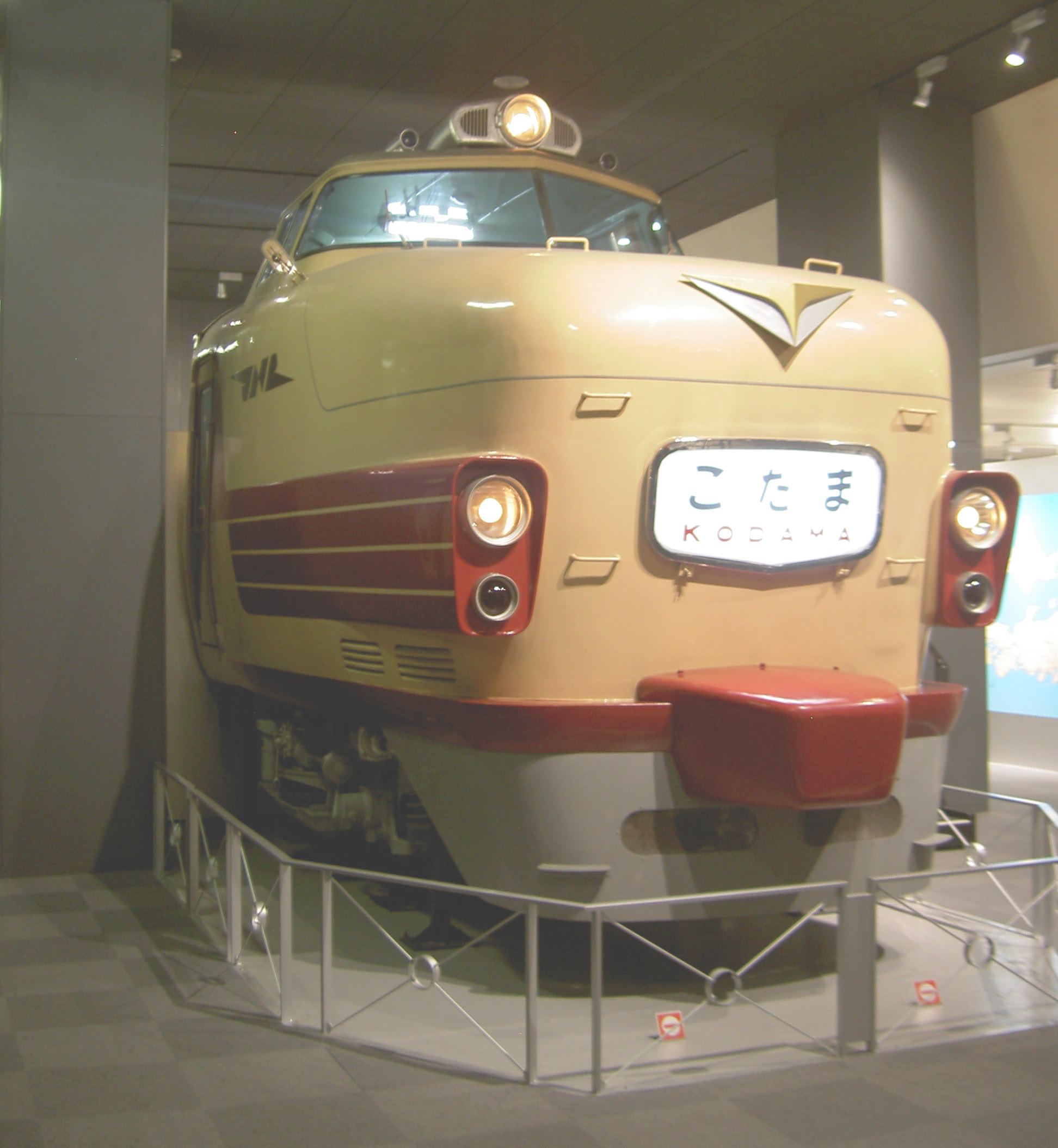
クハ151形前頭部 モックアップ
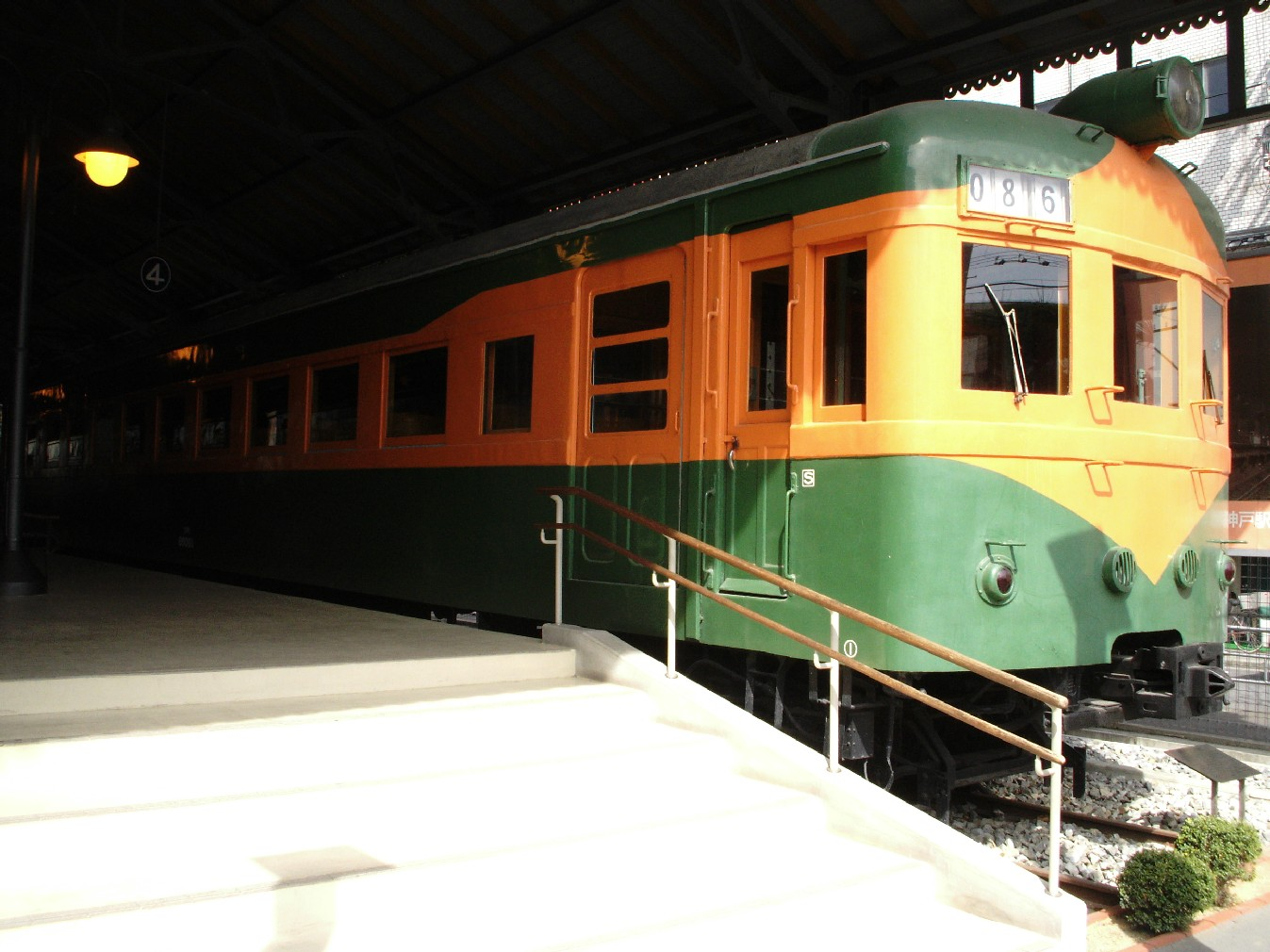
国鉄クハ86001号電車
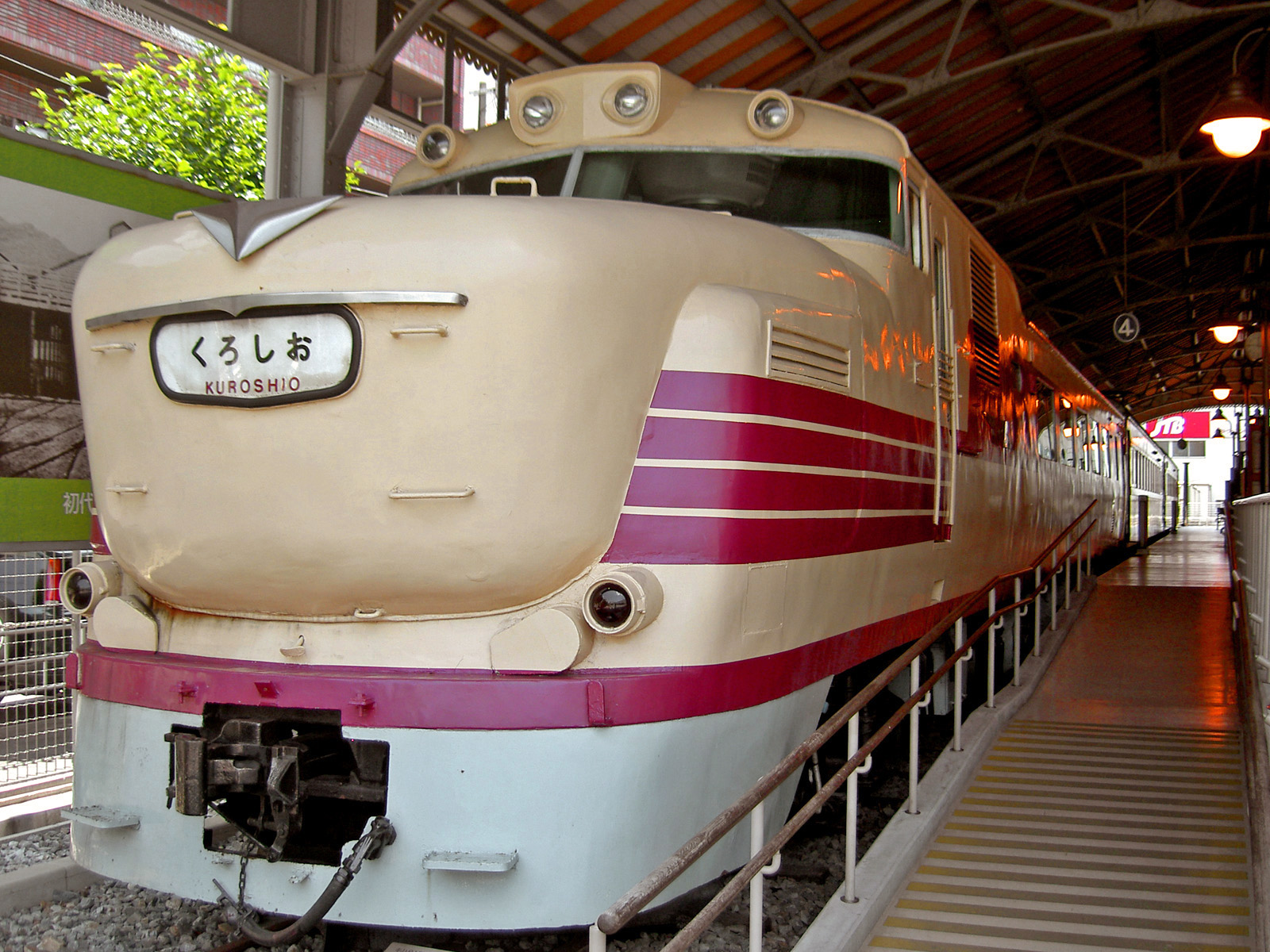
国鉄キハ81形3号気動車
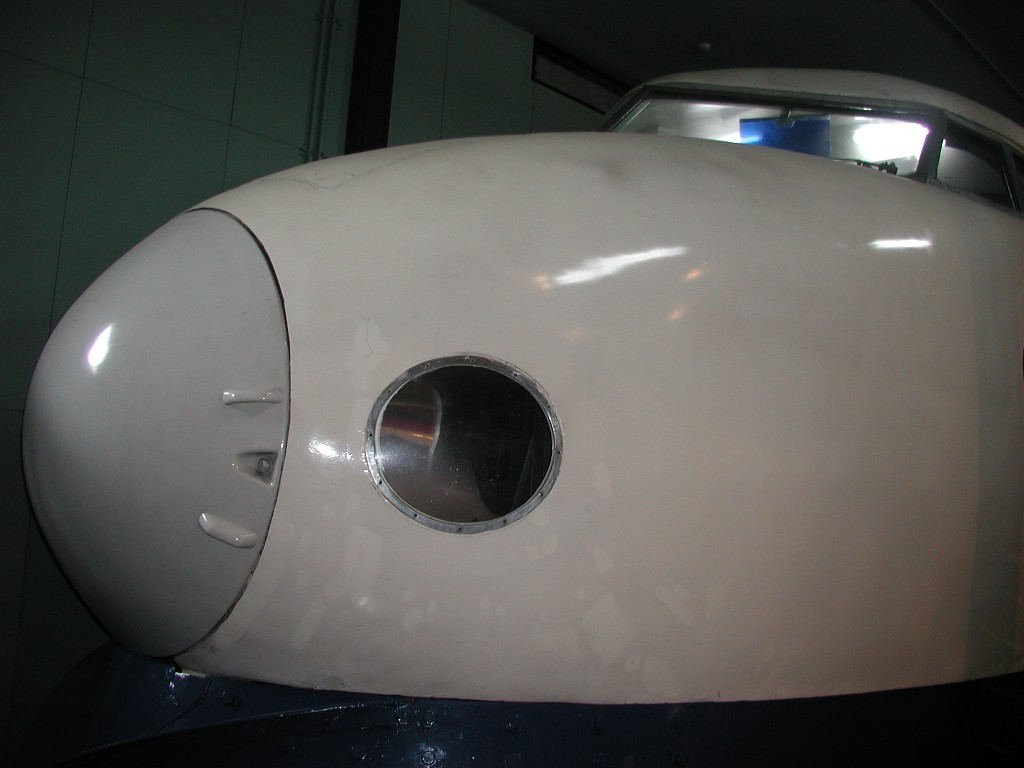
国鉄新幹線0系
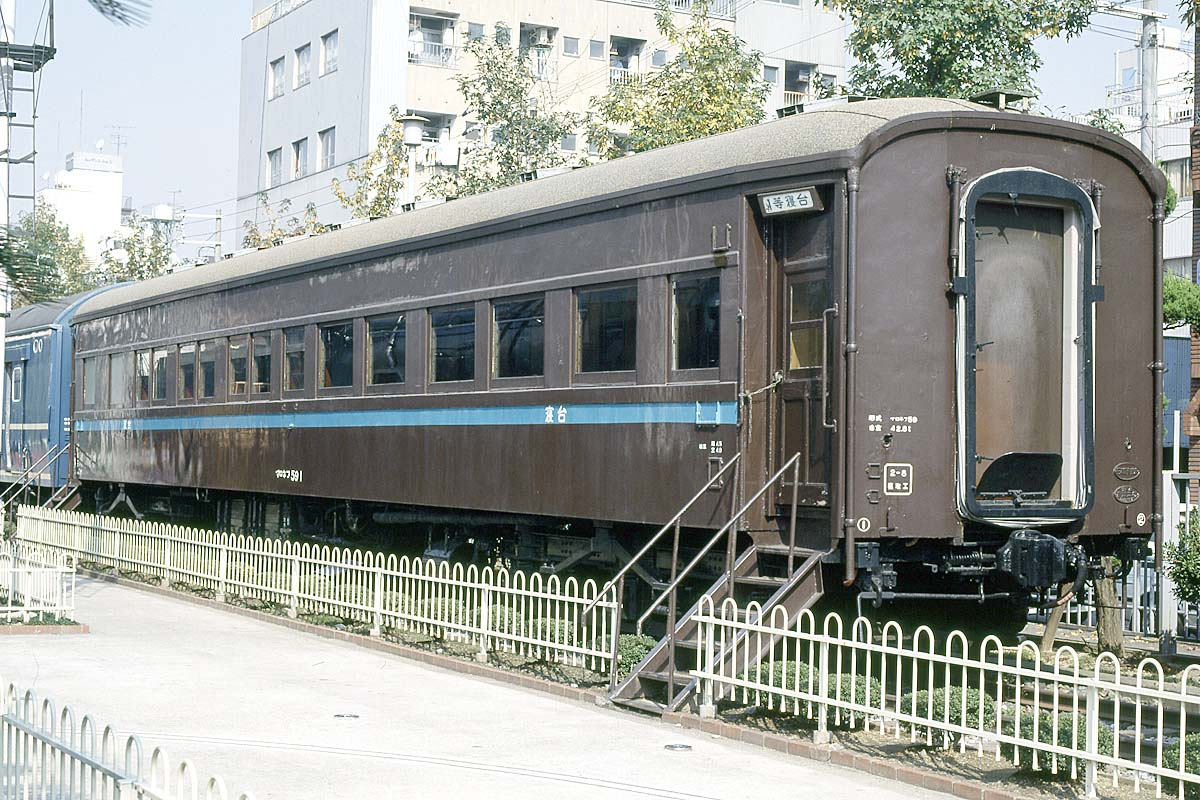
マロネフ59形1号客車
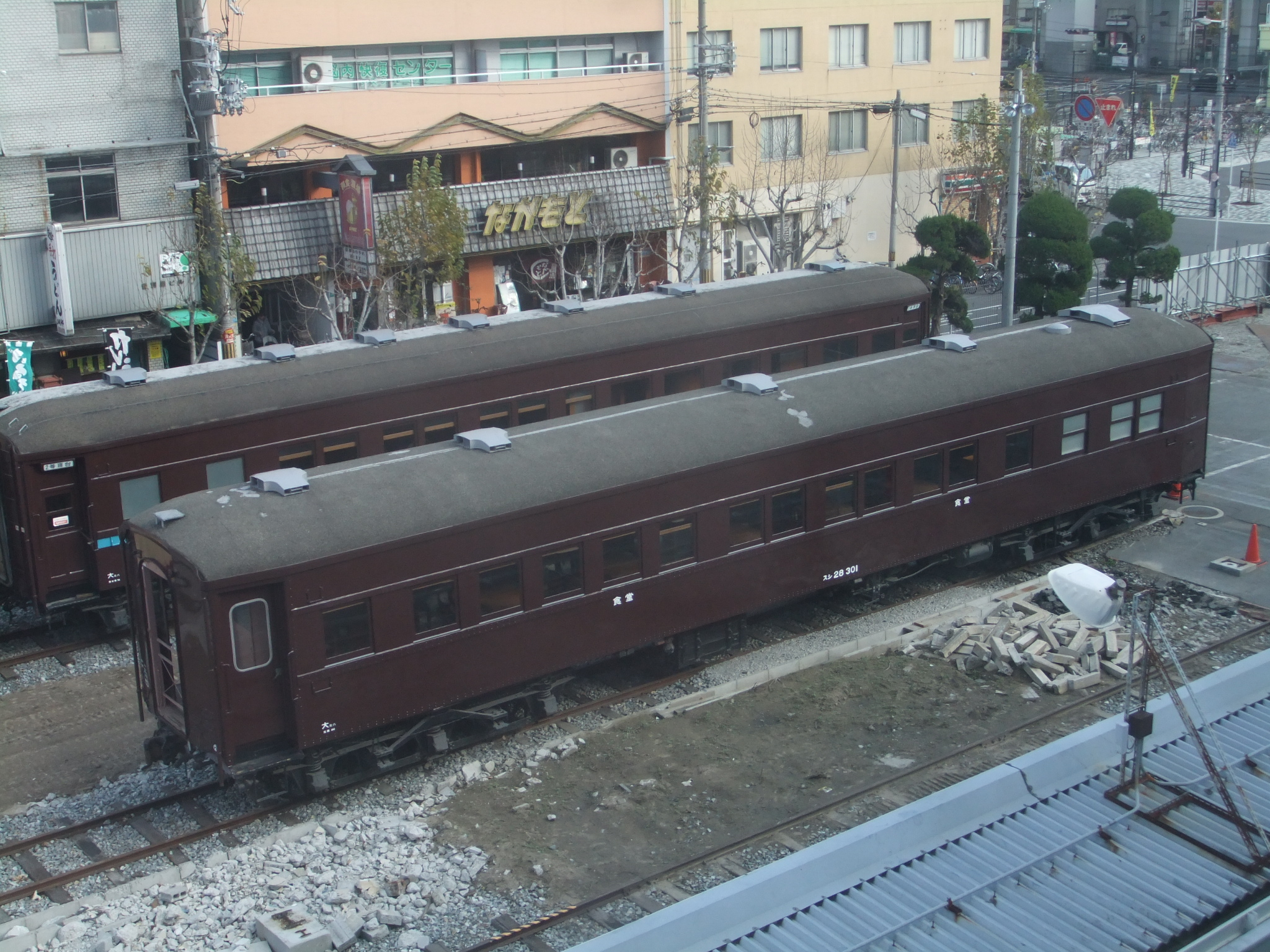
スシ28形301号客車
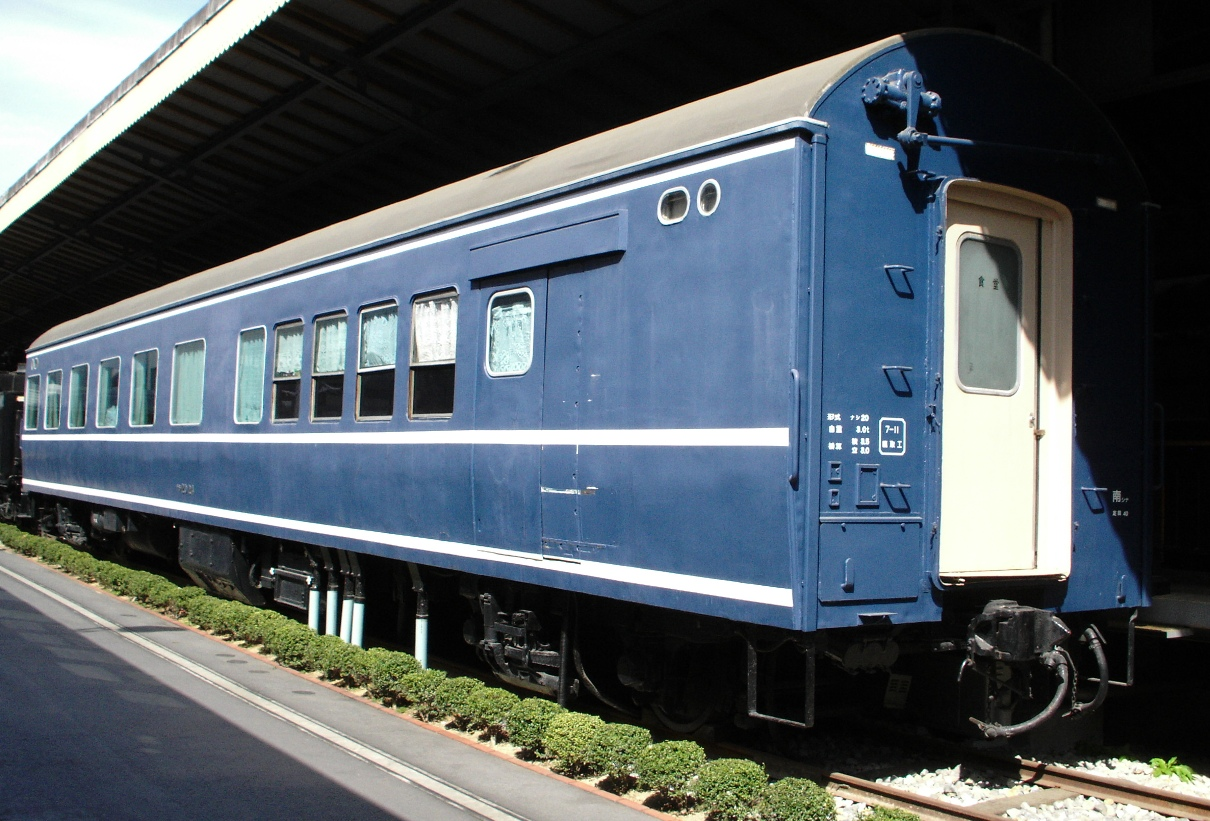
ナシ20形食堂車
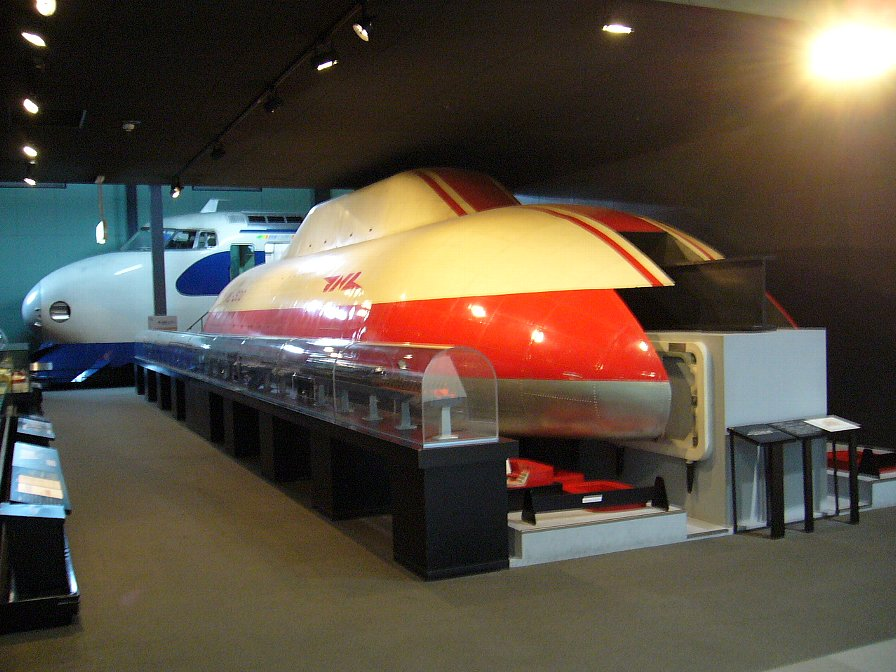
国鉄ML500形
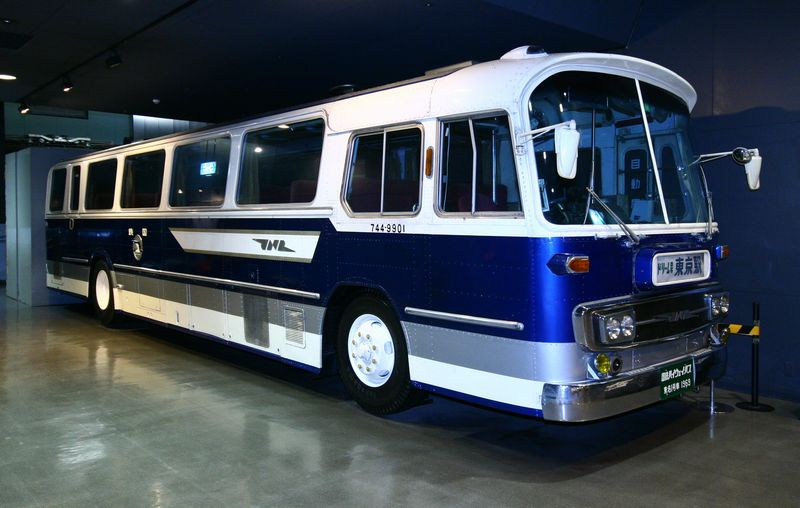
国鉄東名高速バス
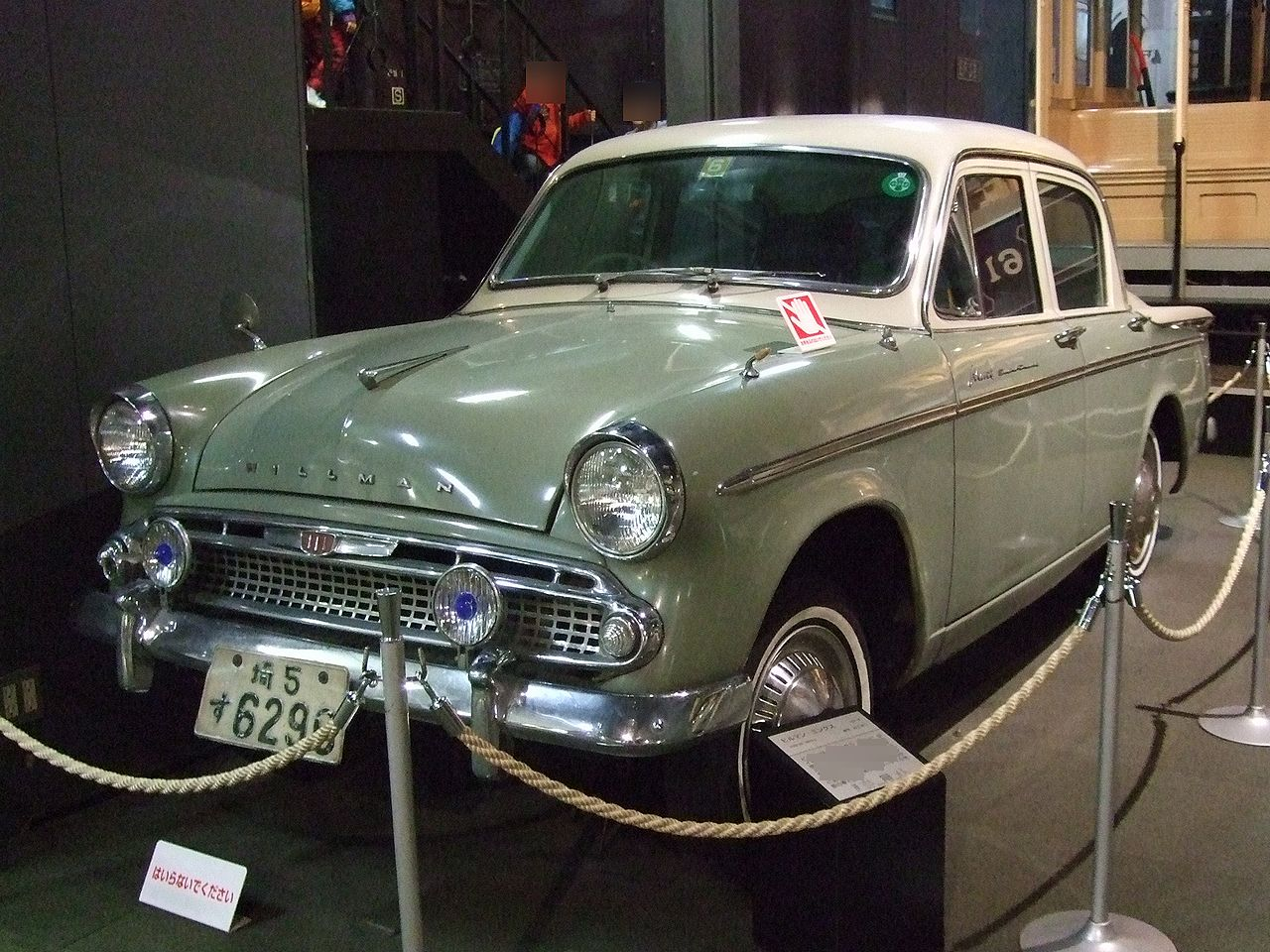
いすゞ・ヒルマンミンクス
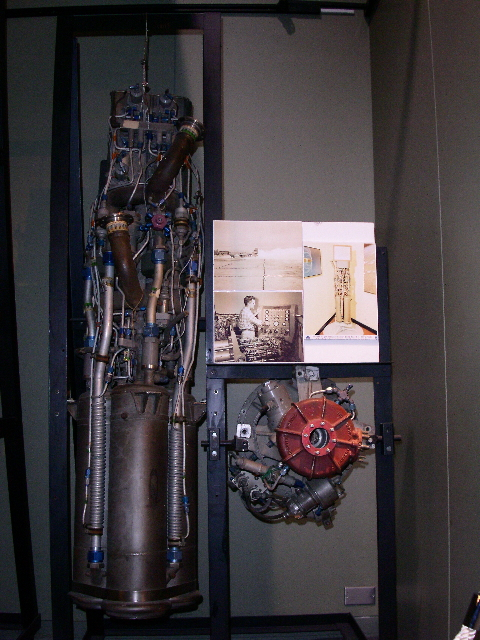
ベルX-1エンジン
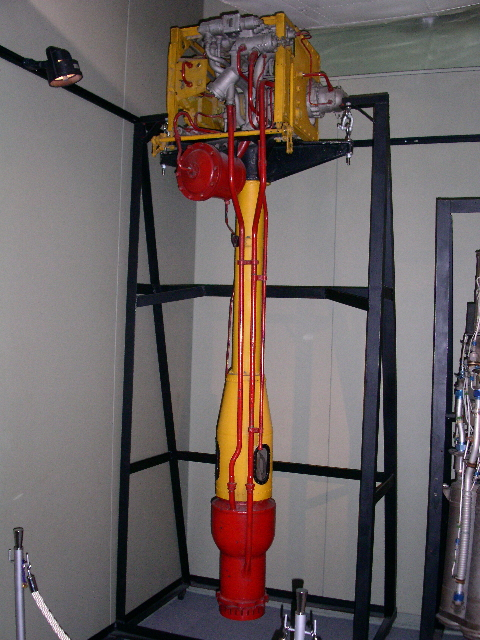
メッサーシュミットMe163エンジン
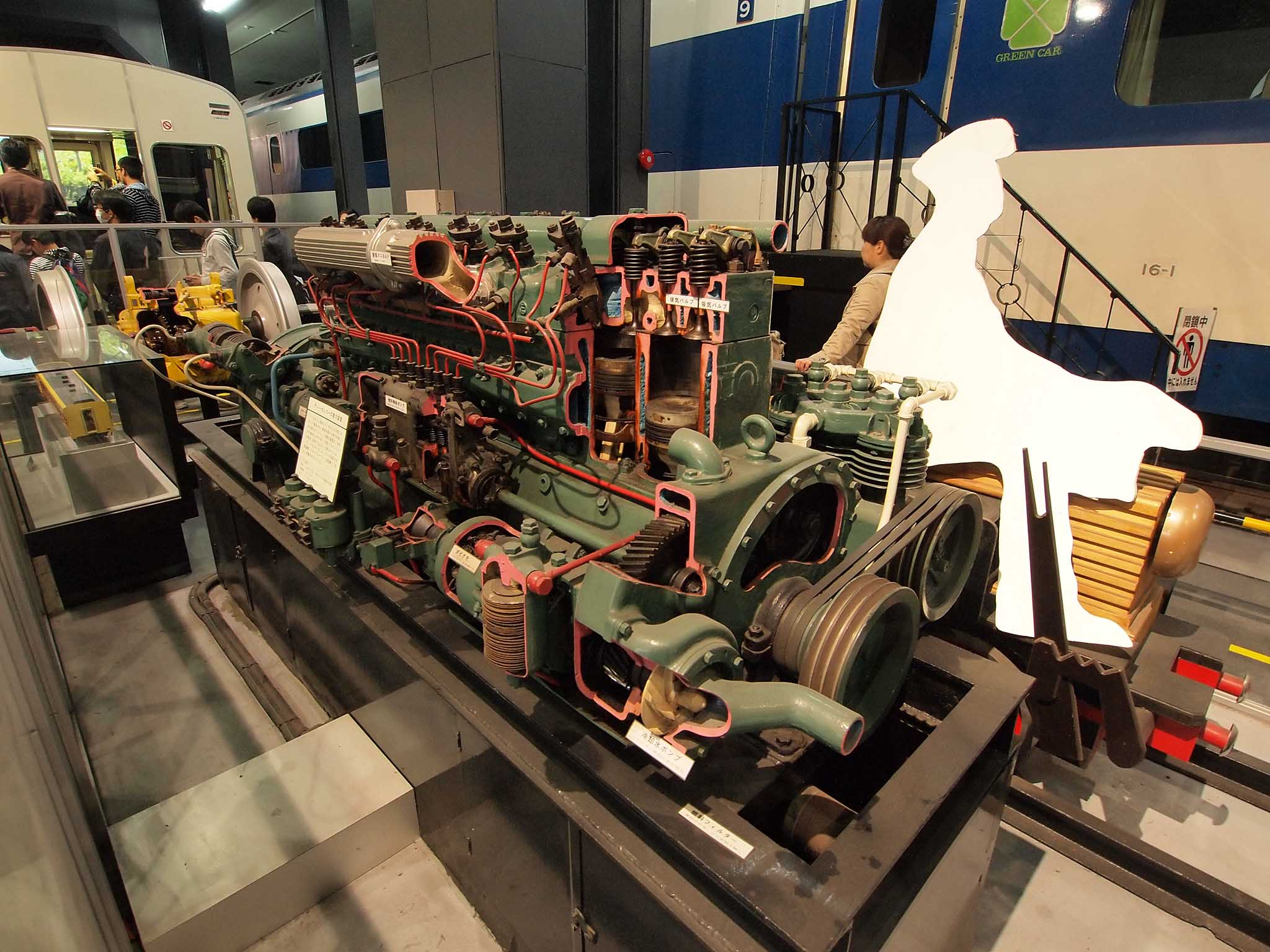
DMH17Bエンジン

## 交通手段
- JR大阪環状線 弁天町駅下車すぐ
- 大阪市営地下鉄中央線 弁天町駅「4番出口」下車すぐ

## 映画・テレビのロケ使用
TBS系の日曜劇場『華麗なる一族』のロケで同館に展示されている新幹線0系電車が使用された。
映画『ALWAYS 続・三丁目の夕日』では、特急「こだま」（151系電車）の車内シーンでキハ81形気動車がロケに使用された。これは、キハ81形の車内設備が151系電車に準じた構造であったためである。

## 跡地利用
交通科学博物館の施設建物は、京都鉄道博物館開館とほぼ同時期の2016年から解体された。
2018年11月30日、JR西日本とJR西日本不動産開発は跡地に、イベントやスポーツのエリアを備えた露天施設「べんてんひろば」を2019年3月に開設すると発表した。2019年3月3日にオープニングイベントがおこなわれ、タレントの泉ゆうこが司会を務めた。